# Morti nel 928
| Questa pagina contiene informazioni ricavate automaticamente dalle voci biografiche con l'ausilio del template Bio e di un bot. L'aggiornamento è periodico e automatico e ricostruisce completamente la pagina. Se manca una persona in questa lista, sei pregato di non aggiungerla, ma accertati piuttosto che la sua voce biografica contenga il template Bio e che i dati anagrafici siano correttamente compilati. Se il template Bio manca, inseriscilo tu stesso o, in alternativa, metti l'avviso {{tmp\|Bio}} che ne segnala la mancanza. Se i dati riportati sono sbagliati, correggi direttamente la voce biografica; le modifiche saranno visibili in questa lista entro pochi giorni. Per chiarimenti vedi il progetto biografie. La lista contiene solo le 12 persone che sono citate nell'enciclopedia e per le quali è stato implementato correttamente il template Bio. Pagina aggiornata al 26 giu 2025. |

- 28 giugno - Ludovico il Cieco, re
- 18 luglio - Stefano II di Amasea, arcivescovo bizantino
- 10 agosto - Nokterio, vescovo italiano
- Ashot II, sovrano armeno
- Giovanni I, vescovo italiano
- Papa Giovanni X, papa, vescovo e cardinale italiano
- Guglielmo II, vescovo italiano
- Miró II di Cerdanya, conte
- Marino I di Napoli, duca italiano
- Tomislao I di Croazia, re croato
- Ahmad ibn Yusuf, funzionario e poeta arabo
- Fujiwara no Tadafusa, poeta giapponese